# Катабазис

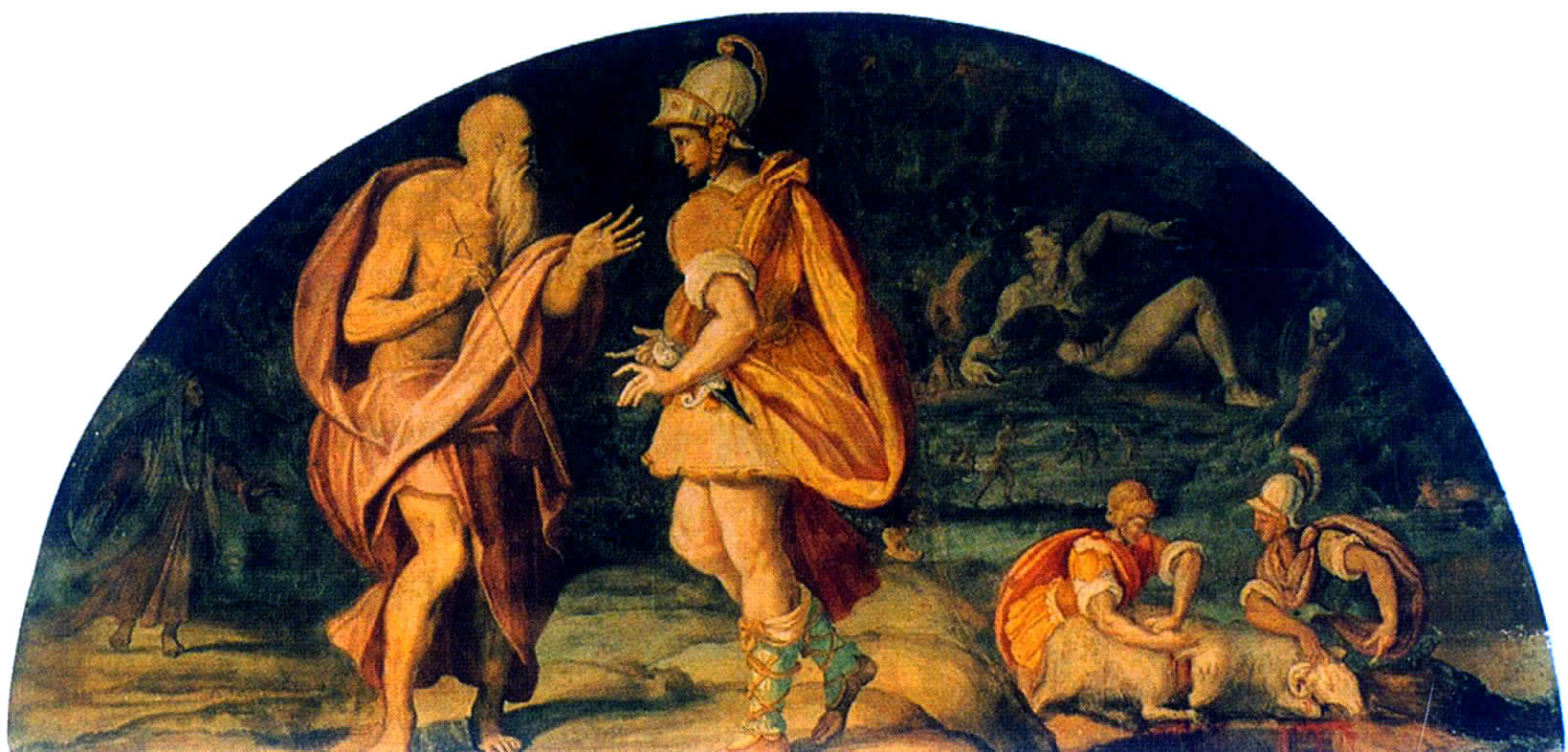
Одіссей звертається до душі пророка Тіресія в його катабазі в 11 книзі «Одіссеї».

Катабазис (грец. κατάβασις) — подорож до підземного світу, зішестя до пекла (лат. descensus ad inferos, нім. Höllenfahrt), міфологема, що виникла в епоху розвиненого землеробства. Передує анабасису — «сходження». Водночас катабасис та анабасис лежать в основі деяких ритуалів (наприклад, Елевсінських містерій).
Первісний сенс терміна зазвичай пов'язаний із грецькою та класичною міфологією загалом, де головний герой відвідує грецьке підземне царство, також відоме як Аїд. Термін також використовується у широкому значенні будь-якої подорожі до царства мертвих в інших міфологічних та релігійних традиціях. Катабазис схожий на некію або некромантію, коли хтось переживає бачення підземного світу або його мешканців; однак некія зазвичай не передбачає фізичного відвідування. Одним із найвідоміших прикладів є подорож Одіссея, який виконує щось на межі некії та катабазису в 11 книзі «Одіссеї»; він відвідує межі царств перед тим, як закликати мертвих до себе за допомогою ритуалу крові.

## Опис
Подорож до підземного світу є міфом порівняльної міфології, який зустрічається у різноманітних релігіях з усього світу. Герой або божество верхнього світу подорожує до підземного світу, або до країни мертвих й повертається. Характер квесту відрізняється; іноді шукають предмет або порятунок коханої людини, тоді як в інших історіях метою є знання та таємні одкровення. Здатність потрапити до царство мертвих, будучи ще живим, й повернутися є доказом виняткового статусу класичного героя, як більшого за простого смертного. Божество, яке повертається з підземного світу, демонструє есхатологічні теми, такі як циклічність часу та існування, або поразку смерті та можливість безсмертя.
Катабаза є особливим типом шляху Героя, де він подорожує до забороненого, невідомого царства; катабаза – це коли це місце є саме підземним світом. Пілар Серрано використовує цей термін, щоб також охопити короткі або постійні перебування у підземному світі, наприклад, перебування Лазаря, Кастора й Поллукса.
За катабазисом зазвичай слідує анабазис (підйом), щоб відрізнити себе від смерті; дуже рідко живий герой вирішує залишитися у підземному світі назавжди.
Відомі приклади катабази в грецькій міфології включають Орфея, який входить до підземного світу, щоб повернути Еврідіку до світу живих, та Одіссея, який прагне порадитися з пророком Тіресієм, щоб отримати знання. В римській міфології Еней шукає свого батька Анхіса, щоб дізнатися пророцтва про його долю та долю Римської імперії.

## Приклади катабазиса
Приклади катабазиса в релігійній та міфологічній літературі.
Месопотамська міфологія
- Енкіду, у шумерському тексті «Гільгамеш і Підземний світ» та в останній табличці стандартного вавилонського Епосу про Гільгамеша
- Інанна/Іштар, у спробі повалити свою сестру Ерешкігаль, королеву підземного світу
- Нергал, щоб виправити провину за неповагу до Ерешкігаль

Давньоєгипетська міфологія
- Чарівник Меріре у Папірусі Вандьє
- «Повість про Сетне Хамваса та Сі-Осіре»